# Антиной Фарнезский
Антино́й Фарнезский (итал. Antinoo Farnese) — мраморная статуя, изображающая греческого юношу Антиноя, фаворита и возлюбленного римского императора Адриана. После своей трагической гибели в 130 году юноша был объявлен богом. В рамках посмертного культа Антиноя в последующие восемь лет (до смерти императора) было изготовлено множество его скульптурных портретов. Данная статуя происходит из коллекции семьи Фарнезе, откуда и берёт своё название. Она считалась одним из самых приближённых к реальной внешности древнеримских портретов юноши. История скульптуры прослеживается до XVI века. Однако современные исследователи ставят под вопрос её античное происхождение, высказывая предположение, что она была создана Карло Альбачини в ходе реставрации коллекции Фарнезе в 1796 году. В XX веке её гипсовые копии головы Антиноя получили широкое распространение при обучении рисованию в СССР, а этот образ привлёк внимание художников Новой академии Тимура Новикова.

## Описание
Скульптура изображает Антиноя в виде полностью обнажённого греческого героя-атлета с идеальным стройным телом. Она напоминает найденную в 1894 году статую Антиноя Дельфийского, вместе с которым считается наиболее приближённой к реальному портрету юноши. Скульптура повторяет древнегреческую иконографию конца V века. до н. э. — Дорифора мастера Поликлета. Однако фигура имеет намного более мягкий образ, поза не напряжена, легка и расслаблена, мышцы не сильно рельефны, конечности имеют несколько удлинённые пропорции, утончены. Он скорее изящный и лиричный, чем атлетичный и геройский. Юноша показан опирающимся на правую ногу. Голень механически укреплена специальной подпоркой, замаскированной под обломанный чуть выше колена героя ствол дерева. Левая нога согнута в колене и голень со стопою отведены назад и вбок, она касается базы только пальцами. Антиной как бы завершает шаг. Правое плечо расположено спокойно вдоль туловища, предплечье слегка отведено вперёд и вбок, кисть спокойна обхватила небольшой кусок ветки. Левое плечо слегка отведено вбок и назад, рука полусогнута в локте, предплечье отведено вперёд, вбок и вниз, кисть слегка разогнутая, указательный и большой палец выпрямлены, остальные полусогнуты. Туловище изображено в позе контрапоста: ость плечевого пояса идёт вниз и вперёд слева направо, таз справа налево — вниз и назад. Голова несколько наклонена вперёд вниз, наклонена и повёрнута вправо. При этом на лобке отсутствуют волосы, что характерно для изображений Антиноя.
Лицо юноши идеализировано и считается классическим иконографическим изображением Антиноя: округлую форму с крупными, выразительными, строгими, но мягкими чертами, пухлыми щеками, растрёпанными большими локонами волос, крупным прямым носом, не слишком большим ртом с полными губами, реалистичными, расчерченными волосками слегка изогнутыми прямыми бровями, мечтательным, задумчивым, томным и меланхоличным выражением глаз. Зрачки выполнены в четверть круга, прорисована радужная оболочка. Тщательно проработаны ноздри. Мягкость лица контрастирует с причёской, имеющую сильную свето-теневую проработку: пушные крупные полузавитые пряди волос спадают на лоб, виски и шею, закрывая уши. Локоны внутри себя разделены разрезами и изящно наложены друг на друга. По характеру причёски портреты Антиноя классифицируются на основной, мондрагонский и египетский. Голова скульптуры Фарнезе является классическим примером первого (подтип А, без завитка).
Скульптура Антиноя Фарнезского очень напоминает статую Антиноя Капитолийского, с которой её часто путают.
|  |  |  |  |  |  |

## История
Греческий юноша Антиной был фаворитом и возлюбленным римского императора Адриана. Во время их совместного путешествия по Египту в 130 году он утонул в Ниле. Император Адриан сильно горевал о своей утрате и для увековечивания памяти об Антиное объявил его богом. В рамках посмертного культа по всей стране было создано множество скульптурных портретов юноши. Это продолжалось до самой смерти правителя в 138 году.
Предполагалось, что голова статуи, ныне именуемой как Антиной Фарнезский, была найдена в XVI веке в Италии. Считалось, что созданная приблизительно в 1530 году по заказу Агостино Киджи, статуя пророка Ионы художника Лоренцетто в часовне Мадонны Лорето в Риме была вдохновлена именно этим портретом. В письме 1581 года кардиналу Франческо Медичи от его банкира упоминается о покупке «головы Антиноя» семьей Фарнезе у сына кардинала Пьетро Бембо, друга Агостино Киджи. Она стала частью знаменитого собрания предметов искусства этого аристократического рода, откуда и получила своё название. По заказу семьи Фарнезе была проведена реставрация, в ходе которой появилась фигура юноши в полный рост. Результат вызвал всеобщее восхищение, о чём свидетельствует письмо кардинала Фульвио Орсини. Считалось, что столь удачный итог реставрации был следствием принадлежности головы и торса одной античной скульптуре. При этом реставратор сделал для неё новые руки и ноги. Статуя была помещена в знаменитую галерею с росписью художника Аннибале Карраччи в палаццо Фарнезе в Риме, где составила часть сложной аллегорической игры расположенной там скульптуры и настенной живописи.
| Современный вид         | Современный вид                           | Зарисовки скульптуры до реставрации XVIII века | Зарисовки скульптуры до реставрации XVIII века | Зарисовки скульптуры до реставрации XVIII века | Зарисовка палаццо Фарнезе. 1777 год. Дж. Вольпато, Дж. Паннини, Люд. Тесио. Прадо | Зарисовка палаццо Фарнезе. 1777 год. Дж. Вольпато, Дж. Паннини, Люд. Тесио. Прадо                     | Зарисовка палаццо Фарнезе. 1777 год. Дж. Вольпато, Дж. Паннини, Люд. Тесио. Прадо | Зарисовка палаццо Фарнезе. 1777 год. Дж. Вольпато, Дж. Паннини, Люд. Тесио. Прадо | Зарисовка палаццо Фарнезе. 1777 год. Дж. Вольпато, Дж. Паннини, Люд. Тесио. Прадо | Зарисовка палаццо Фарнезе. 1777 год. Дж. Вольпато, Дж. Паннини, Люд. Тесио. Прадо |
|                         |                                           |                                                |                                                |                                                |                                                                                   | |                                                                                   |                                                                                   |                                                                                   |                                                                                   |
| Конец XIX в. Дж. Зоммер | С фиговым листом. Конец XIX в. Дж. Зоммер | 1670-е гг. Пьетро Акила                        | Ок. 1777 г. Дж. Паннини                        | 1777 год. Дж. Вольпато                         | Общий вид                                                                         | Северная стена. Во второй нише слева — Антиной Фарнезе. В 1970 году его копия была помещена в третью. |                                                                                   |                                                                                   |                                                                                   |                                                                                   |

После смерти в 1731 году последнего мужского наследника рода Антонио Фарнезе Пармского коллекция перешла во владение испанского короля Филиппа V, женатого на Изабелла Фарнезе. Его сын Карл III, ставший в 1734 году также королём Неаполя, решил перевезти собрание предметов искусства в этот город. Его сын Фердинанд Неаполитанский в 1788 году осуществил данное намерение, несмотря на сопротивление Папы Римского Пия VI.
|                                                             |                    |                                                          |                                                        |
| Голова Ионы. Ок. 1530 г. Лоренцетто. Часовня Мадонны Лорето | Антиной Фарнезский | Голова Антиноя. XVI век. Археологический музей Флоренции | Голова Немезиды Фарнезе. Археологический музей Неаполя |

В 1796 году скульптор Карло Альбачини провёл повторную реставрацию, в результате которой Антиной Фарнезский приобрёл современный вид. В настоящее время исследователи сомневаются в том, что голова и туловище изначально принадлежали одной статуе. Также ставится под вопрос само её античное происхождение. Анализ текстуры мрамора головы и тела дал основание предполагать, что они сделаны из разного камня. Кроме того, потеря скульптурой конечностей при идеальной сохранности головы кажется маловероятным событием и наводит на подозрение, что она была создана позже античного времени. При этом на рисунках статуи до её реставрации Альбачини голова Антиноя выглядит совсем иначе: шевелюра явно не такая пышная и видно ухо. Кроме того, это наблюдение совпадает с описанием статуи 1787 года искусствоведом Базилиусом фон Рамдором в его работе «О живописи и скульптуре в Риме». Таким образом встаёт вопрос о происхождении головы. Исследователи указывают, что голова Антиноя повёрнута вправо, то время как в его античной иконографии он всегда смотрит влево. Также исследователи считают, что поворот вправо возможен только при том условии, что голова и туловище совпадали в этом движении. То есть или изначально были единым целым, или голова была создана специально под тело. Кроме того, в отличие от Винченцо Пачетти, у Альбачини не было фонда античных фрагментов, при реставрации он, как правило, вновь создавал утраченные элементы, в том числе головы. Исследователи указывают, что способ изображения глаз Антиноя не очень похож на античный, зато этим голова похожа на голову Немезиды из коллекции Фарнезе, которую Альбачини создал в дополнение к античному торсу. С ней же Антиной совпадает и в манере изображения причёски. Искусствоведы задаются вопросом какова связь головы Антиноя Фарнезскго со схожими произведениями XVI века: уже упомянутой головой пророка Ионы, повёрнутыми вправо бронзовыми головами Антиноя из коллекций Археологического музея Флоренции и Барджелло. Является ли она подражанием этим работам или всё же имела оригинальный античный прототип? Учёные также задаются вопросам и о происхождении торса. Из-за различия в размерах они сомневаются в том, что это вариант скульптуры Дорифора. Статуя Диониса сомнительна, если учитывать отсутствие прядей волос, спадающих на плечи. Гермесом он не может быть, поскольку у него нет волос на лобке. Однако торс мог быть переработан Альбачини в ходе реставрации в целях стилизации под Антиноя — коллекция Фарнезе известна и более масштабной переработкой античных памятников. Либо он является уникальным экземпляром.
В 1870 году часть коллекции Фарнезе вместе с Антиноем была передана в недавно преобразованный Национальный музей Неаполя, в котором наряду с находками из Помпей составила основу коллекции.

## Влияние
В XIX веке с возникновением культуры Гран-туров с Антиноя Фарнезского начали делать копии для многочисленных туристов: известны бронзовые фигурки по 37 и 67 см, а также мраморные и терракотовые бюсты в натуральную величину. При этом часто его путали со схожей статуей Антиноя Капитолийского. Позднее с таких копий могли отливаться гипсовые реплики.
В XIX веке бюст Антиноя Фарнезского был скопирован для московской коллекции слепков, впоследствии ставшей основой для Пушкинского музея. Рисование головы Антиноя стало стандартным заданием для абитуриантов и студентов Академии художеств в Санкт-Петербурге, что можно найти, например, в воспоминаниях Николая Рериха. При этом в коллекции музея Академии есть студенческие рисунки конца XIX века с ориентированным вправо, фарнезским бюстом. В послевоенные годы голова Антиноя Фарнезского была массово растиражирована в СССР в гипсовых копиях и вошла в программу обучения рисованию в школах, училищах и институтах.
История любви Антиноя и Адриана приобрела статус культовой в гомосексуальной субкультуре с момента её зарождения. В кабинете Модеста Чайковского, являвшегося как и его брат геем, в музее Петра Чайковских в Клину сохранился интерьер, включающий в себя среди прочего бронзовую гран-тур статуэтку Антиноя Фарнезского. Некоторые исследователи считают это отражением гомосексуальной субкультуры. В Квир-музее в Санкт-Петербурге гипсовая реплика гран-тур статуэтки Антиноя Фарнезского как и в усадьбе в Клину составляет пару фигуре «Нарцисса».
В 1990-х годах образ Антиноя привлёк внимания художников Новой академии Тимура Новикова, многие из которых были гомосексуалами, а гомоэротика была одной из главных тем их творчества. У Георгия Гурьянова в квартире находилась голова греческого юноши. Тимур Новиков создал в 1993 году тканевую картину «Антиной», вошедшую в цикл «Счастье в садах». Ольга Тобрелутс в девяностых годах нарисовала серию картин с изображением Антиноя Фарнезского в одежде модных брендов. Одна из этих работ находится в собрании Музея Виктории и Альберта. Тобрелутс также совмещала портрет Антиноя с фотографиями Элвиса Пресли. В начале 2000-х годов художница создала серию раскрашенных в стиле поп-арт фарфоровых голов греческого юноши, одна из которых вошла в коллекцию Русского музея.
|                                          |                                               |                               |                                                            |                                             |                                                             |                             |
| Неаполитанский музей 1880 г., Дж. Зоммер | Неаполитанский музей После 1923 г., У. Гудиер | Бюст Антиноя Пушкинский музей | Бюст Антиноя. 1850-е Крамской И. Н.. Третьяковская галерея | Статуэтка Антиноя Музей Чайковского в Клину | Статуэтки Антиноя и Нарцисса. Квир-музей в Санкт-Петербурге | Антиной II. Ольга Тобрелутс |